# Płaszcz (anatomia człowieka)
Płaszcz (łac. pallium) – w anatomii człowieka największa, zasadnicza część kresomózgowia parzystego. Płaszcz stanowi istota szara pokrywająca półkule, stanowiąca ich zewnętrzną część.
Wyróżnia się:
- płaszcz nowy (łac. neopallium) – w jego skład wchodzi kora mózgu i wyspa,
- płaszcz dawny (łac. paleopallium) – w jego skład wchodzi hipokamp,
- prapłaszcz, zwany również płaszczem starym (łac. archipallium) – w jego skład wchodzi węchomózgowie[1][2].